# Anopheles vaneedeni
Anopheles vaneedeni är en tvåvingeart som beskrevs av Gillies och Maureen Coetzee 1987. Anopheles vaneedeni ingår i släktet Anopheles och familjen stickmyggor. Inga underarter finns listade i Catalogue of Life.